# Mittlere Einheintswaffenträger
Mittlerer Einheitswaffenträger – opracowane w końcowym okresie II wojny światowej podwozie działa samobieżnego oparte na konstrukcji niszczyciela czołgów Jagdpanzer 38(t) Hetzer. Modyfikacje polegały na zmniejszeniu grubości opancerzenia, usunięciu górnej części kadłuba oraz zwiększeniu jego długości. Powstały dwa prototypy różniące się długością kadłuba. Pojazdy seryjne miały być budowane z wykorzystaniem podzespołów podwozia i układu napędowego niszczyciela czołgów Jagdpanzer 38(d).
Na podwoziu Mittlerer Einheitswaffenträger miały być montowane następujące typy uzbrojenia:
- armata przeciwpancerna 8,8 cm Pak 43 L/71 (kąt ostrzału w pionie -8° do +40°, w poziomie 360°, zapas amunicji 34 naboje).
- haubica 10,5 cm leFH 18/40/5 L/28 (kąt ostrzału w pionie -5° do +42°, w poziomie 360°, zapas amunicji 40 naboi).
- haubica 15 cm sFH 18/6 (kąt ostrzału w pionie 0° do +45°, w poziomie 30° na lewą i prawą stronę).
- armata 10,5 cm sK 18/1.
- armata 12,8 cm K81/s (Sf).

Z powodu zakończenia wojny produkcji seryjnej podwozia Mittlerer Einheitswaffenträger nie uruchomiono.